# Liamoo
Liam Cacatian Thomassen (Gotemburgo, Suecia; 10 de septiembre de 1997), también conocido como Liamoo, es un cantante sueco. En 2016, ganó la duodécima temporada del programa Swedish Idol y lanzó el sencillo "Playing with Fire".

## Carrera

### 2016–2018:Idoly primer sencillo
En 2016, Cacatian Thomassen audicionó para participar en la duodécima temporada de Swedish Idol. Durante la fase de clasificación, interpretó la canción "Sure Thing" y, aunque no pudo clasificarse para las finales, fue un comodín. Así, llegó a través de los shows en directo hasta la final junto con Rebecka Karlsson y Charlie Grönvall, y el 9 de diciembre de 2016 ganó el concurso. Después de ganar Idol, Cacatian Thomassen lanzó el sencillo "Playing with Fire". La canción alcanzó el número 6 en la lista de singles suecos.

### 2018–presente:Melodifestivalen
Liamoo compitió en el Melodifestivalen 2018 con la canción "Last Breath". Terminó en sexto lugar en la final. También participó en el Melodifestivalen 2019 con la canción "Hold You" en dúo con Hanna Ferm. Ambos terminaron en 3.er lugar.

## Antecedentes y primeros años
Thomassen tiene raíces en Suecia, Noruega, Finlandia y Filipinas. Sufrió acoso escolar, no tenía amigos y pasaba los recreos solo. Mientras que todos los chicos de su escuela jugaban al fútbol, él estaba interesado en su cuaderno de bocetos. Abandonó la escuela en el primer año de la escuela secundaria superior. 
Liam tuvo muchos problemas para llevarse bien con sus profesores. Describe que la mayoría de ellos le decían lo siguiente: "Soy tu profesor, solo escucharás", lo cual Thomassen menciona que era algo que "simplemente no podía manejar". No creía que nadie entendiera su propósito o meta y también cree que no se logró beneficiar de su época en la escuela. La mayor parte de lo que ha aprendido es gracias a su experiencia en "las calles, la realidad, la música y la gente". En los últimos años, todavía no tiene un gran círculo de amigos con los que pasar el rato, pero según él, está contento con quién es y qué tiene.

## Discografía

### Sencillos

#### Como artista principal
| Título                                                                       | Año  | Mejores posiciones en las listas de éxitos | Certificaciones | Álbum                 |
| Título                                                                       | Año  | SUE                                        | Certificaciones | Álbum                 |
| ---------------------------------------------------------------------------- | ---- | ------------------------------------------ | --------------- | --------------------- |
| "Playing with Fire"                                                          | 2016 | 6                                          | - GLF: Platinum | -                     |
| "Burn"                                                                       | 2017 | —                                          |                 | -                     |
| "It Ain't Easy"                                                              | 2017 | —                                          |                 | -                     |
| "Last Breath"                                                                | 2018 | 9                                          | - GLF: Platinum | Melodifestivalen 2018 |
| "Journey"                                                                    | 2018 | —                                          |                 | -                     |
| "Hold You" (con Hanna Ferm)                                                  | 2019 | 2                                          |                 | Melodifestivalen 2019 |
| "—" denota que un sencillo no fue lanzado o no llegó a las listas de éxitos. |      |                                            |                 |                       |

#### Como colaborador
| Título                                          | Año  | Mejores posiciones en las listas de éxitos | Certificaciones | Álbum |
| Título                                          | Año  | SUE                                        | Certificaciones | Álbum |
| ----------------------------------------------- | ---- | ------------------------------------------ | --------------- | ----- |
| "Forever Young" (John de Sohn featuring Liamoo) | 2018 | 38                                         | - GLF: Gold     | -     |

### Otras canciones
| Título              | Año  | Mejores posiciones en las listas de éxitos | Álbum |
| Título              | Año  | SUE                                        | Álbum |
| ------------------- | ---- | ------------------------------------------ | ----- |
| "Beautiful Silence" | 2016 | 42                                         | -     |